# Mosteiro de Santa Maria del Parral
O Mosteiro de Santa Maria del Parral ou, simplesmente, Mosteiro de El Parral, é um mosteiro de clausura monástica de monges da Ordem de São Jerónimo situado extramuros na cidade de Segóvia, comunidade autónoma de Castela e Leão (em Espanha), num local conhecido como "a Alameda", na margem do rio Eresma.
"Dos Huertos ao Parral, paraíso terreal", reza um provérbio segoviano em referência à bela paisagem que se estende entre o mosteiro premonstratense de Santa María de los Huertos – hoje quase desaparecido – e o mosteiro jerónimo de Santa Maria del Parral. E é assim, porque Segóvia, edificada no alto de uma colina solitária, submetida aos frios de inverno e abrasada pelo sol de verão, se recreou com deleite nos vales que a rodeiam, férteis e sombrios, onde a natureza e o ser humano tornaram possível um éden nas margens do rio.
Antes de iniciar a construção da igreja, o Rei Henrique IV de Castela (1425-1474), ao assumir a fundação do mosteiro de El Parral, empreendeu a edificação das dependências monásticas em 1454. A obra foi feita integramente às suas expensas, como testemunha a heráldica real, com os ramos de romã, visíveis em vários locais. Quando Juan Gallego esboçou o mosteiro já se estava definindo o tipo de mosteiro jerónimo, que deveria ter quatro claustros, modelo do qual El Parral é um exemplo completo: claustros da Portaria, da Hospedaria, da Enfermaria ou Botica e o Principal ou das Procissões. Envolve o conjunto um muro que inclui a horta, a zona arvorense e as terras de sequeiro.
Toda a zona monástica é de clausura e, portanto, vedada à visita ao público, excepto o claustro da Portaria.